# Frederick Rousseau
 (mai 2021).
Pour les articles homonymes, voir Rousseau.
Frederick Rousseau, né le 9 avril 1958 à Paris, est un compositeur français.
Il fait partie de la génération qui a vu naître la musique électronique et l’explosion des applications technologiques dans le monde du spectacle. Sa recherche musicale s’élabore à partir de ses instruments électroniques qu’il marie à loisir entre eux ou avec des musiciens ethniques, des orchestres classiques et des voix de toutes couleurs et de tous horizons.

## Biographie
Durant son adolescence, après une formation musicale classique, il passe du piano à tous les instruments de musique pop: basse, batterie, guitare, percussions, pour enfin revenir aux claviers.
Après des études d’électronique, il est engagé en 1978 par le CEA à la Défense nationale pour travailler à la mise au point de la tête neutronique, détonateur de la bombe nucléaire française. D’un tempérament fantaisiste et insubordonné, il comprend rapidement que sa place n’est pas dans cet environnement austère et rigide.
En 1980, il rencontre Francis Mandin dont l’enthousiasme le séduit et qui l’entraîne dans la création de Music Land, magasin de musique mythique et laboratoire d’instruments électroniques du futur.
En 1981, après avoir travaillé à la mise au point du premier séquenceur polyphonique MDB, créé par Eric Lamy et Denis Carnus, il rencontre Jean-Michel Jarre en quête d’un musicien-programmeur capable de manipuler cet instrument pour sa tournée en Chine. Grâce à cette nouvelle technologie, Frederick a pu reproduire en direct toutes les séquences qui avaient pris plusieurs mois à enregistrer, sans avoir recours à des bandes play-back. Cette expérience inoubliable marque un tournant dans sa carrière. De retour en France, il poursuit l’aventure en participant à l’enregistrement de l’album live Les Concerts en Chine.
Plus tard au cours de cette année de toutes les rencontres, il croise le chemin de Vangelis, de passage à Paris pour enregistrer The Friends of Mr Cairo au studio Davout. Non seulement il assiste à la naissance du duo mythique Jon et Vangelis, mais il se lie d’amitié avec un autre jeune musicien de talent Jean-Philippe Rykiel. C’est le début d’une longue complicité musicale.
L’année suivante, Frederick part à Londres où il épaulera Vangelis pour l’enregistrement de la bande originale du film Blade Runner de Ridley Scott. C’est là que se scellera une relation complémentaire dans le travail qui durera plus de vingt ans.
De retour à Paris, c’est en 1984 qu’il insuffle son énergie et sa créativité sur l’album Zoolook de Jean-Michel Jarre et qu’il marquera fortement de son empreinte.
En 1987, il s’associe à l’ingénieur du son Thierry Rogen pour créer le dernier grand studio d’enregistrement français: le Studio Méga. Pendant quatre ans, il enregistrera les plus grandes stars françaises du moment : Louis Bertignac, Mylène Farmer, Indochine, Kassav, Jean-Louis Murat, Julie Pietri...
En 1990, Jean-Michel Jarre fait à nouveau appel à Frederick pour recomposer toutes les intros des musiques du concert de La Défense. Le rôle de Frederick sur scène est à la fois de synchroniser les séquences et de reproduire en direct les effets spéciaux propres à la musique de Jean-Michel. Ce spectacle est inscrit au Livre Guinness comme record absolu d’audience (2 500 000 personnes)
L’année suivante, 1991, Vangelis s’installe à Paris et enregistre au Studio Méga l’album City. Cette production délicate durera plus de six mois. Frederick l’accompagne aux Pays-Bas pour Eureka, projet de la communauté européenne lancé par François Mitterrand sur le thème de l’industrie et du transport. Ce concert grandiose prend place sur les docks du port industriel de Rotterdam et rassemble 800 000 personnes.
Le spectacle est retransmis par satellite dans tout l’espace européen. À la suite de cela, en 1992, Vangelis persuade Frederick de quitter Méga pour monter le Studio Astron à Neuilly-sur-Seine et définitivement sceller une collaboration artistique. Ils y enregistrent consécutivement les musiques de La Peste de Luis Puenzo, de  Lunes de fiel  de Roman Polanski, puis de 1492 : Christophe Colomb (1492: Conquest of Paradise) de Ridley Scott.
Vangelis ayant repris ses quartiers en Grèce, Frederick y multiplie ses visites pour y produire les spectacles «Antigone» (1993), La nuit des poètes (1994) et Tribute to El Greco (1995).
Malgré un planning chargé, Frederick Rousseau a toujours trouvé le temps de travailler à ses propres compositions et sort en 1994 «Mō», un album marquant par son originalité et ses sonorités asiatiques. Cette musique ouvre la voie à ce qu’on appellera plus tard l’ethno-lounge.
Suivent Spirit in the Woods, dédié aux arbres (1995), puis Abyss (1996), une expérience réalisée avec des médecins spécialisés en musicothérapie appliquée à la neurologie, concept que Frederick nommera no-music. En 1997, il sort Woods, un métissage électro-boisé aux voix des peuples de la forêt et aux rythmes tribaux.
C’est encore en 1997 que Frederick rejoint Vangelis à Athènes pour la cérémonie d’ouverture des Championnats du monde d’athlétisme. Le spectacle est présenté dans le stade antique Panathanaikos et retransmis en Mondovision (820 000 000 téléspectateurs, 75 000 spectateurs). Par son originalité et ses références au sport antique, le concert enflamme le public grec.
Entre-temps, Frederick réalise pour son compte les musiques de 40 documentaires ethno-animaliers et sort en 1999 la collection des cinq livre-disques Terres de légendes.
Mythodéa, le projet dont Vangelis avait commencé les bases en 1993, voit le jour en 2001. Frederick coordonne le spectacle électro-orchestral chanté par les divas Jessye Norman et Kathleen Battle et interprété par le London Metropolitan Orchestra sous la direction de Blake Neely. Cette musique a été choisie par la NASA pour la mission 2001, Mars Odyssey.
Frederick Rousseau publie en 2002 Travels, un carnet de voyages, puis en 2003 Recall, un album composé exclusivement pour Nature & Découvertes.
L’année 2004 est marquée par le film Alexandre d’Oliver Stone, dont Vangelis signe la partition et par lequel Frederick ajoute une nouvelle corde à son arc : éditeur musical. Ce projet monumental dure plus d’un an et représente pour Frederick une expérience exceptionnelle et un travail colossal.
En 2005, Frederick Rousseau signe chez Milan-Universal et sort un CD très personnel, Tears, qui annonce un nouveau tournant dans sa carrière artistique.
Après avoir travaillé de 1991 à 2007 comme ingénieur du son et producteur au Vangelis Astron Studio, Frédérick Rousseau rejoint cette même année l'IRCAM (Institut de Recherche et de Coordination Acoustique Musique) à Paris en tant que Responsable valorisation industrielle et communautaire.

## Discographie

### Albums solos
- Music Land (avec Jean-Philippe Rykiel) 45T Promo du magasin de musique
- FR2 (avec Francis Rimbert) - April Orchestra vol 48
- Earth - April orchestra vol 61
- Overview - Koka Media
- Illustrator series (1990-1992)
- Mō (1994)
- Spirit in the Woods (1995)
- Abyss (1996)
- Woods (1997)
- Terres de Légendes - Séries de cinq livres-disques (1999-2000)
- Travels (2002)
- Recall (2003)
- Tears (2005)
- Edge of silence (2017)
- I.S.S (2017)

### Compilations
- Harmonia (1997)
- World Voices (1998)
- Buddha Bar III - IV - V (2000-2004)
- Private Lounge (2002)
- Asian I & II (2000-2002)

## Collaborations

### Jean Michel Jarre
- Concerts en Chine (1981)
- Les Concerts en Chine (live album 1982)
- Zoolook (1984)
- Concert à la Défense (1990)

### Vangelis
- Blade Runner (film de Ridley Scott, 1983)
- Friends of Mr Cairo (1984)
- Themes (1990)
- Oceanic (1998)
- La Peste (film de Luis Puenzo, 1991)
- Rotterdam concert (1992)
- 1492 : Christophe Colomb (1492: Conquest of Paradise) (film de Ridley Scott, 1992)
- 1492 : Christophe Colomb (bande originale, 1992)
- Opening Show IAFF (1997)
- Mythodea (Concert avec Jessye Norman, 2001)
- Alexandre(film d'Oliver Stone, 2004)

### Alexandre Desplat
- Un héros très discret
- Nid de Guêpes
- Enquête Corse
- Tony
- Une Chance sur 2
- Hostage

### Éric Lévi
- L'Opération Corned-Beef
- Les Visiteurs
- La Vengeance d'une blonde
- Les Anges gardiens
- Les Couloirs du temps : Les Visiteurs 2
- Les Filles du botaniste
- Les Visiteurs 3: la Terreur

### Laurent Boutonnat
- Jacquou le Croquant (bande originale du film, 2007)